# Paraplectana thorntoni
Paraplectana thorntoni là một loài nhện trong họ Araneidae.
Loài này thuộc chi Paraplectana. Paraplectana thorntoni được John Blackwall miêu tả năm 1865.